# Pesztak
Pesztak, Pisztak, Пештак - portal w średniowiecznych XIV—XVII ww. budynkach publicznych i kultowych na Bliskim i środkowym wschodzie. Wysoki i prostokątny przechodził w łukowatą niszę z wejściem. 